# Lephalale
Lephalale (do 2002 Ellisras) – miasto, zamieszkane przez 17 639 ludzi (2011), w Republice Południowej Afryki, w prowincji Limpopo.
Lephalale jest miastem górniczym, położone jest u północnego podnóża gór Waterberg. Zostało założone w roku 1960, jako Ellisras, nazwę utworzono od właścicieli położonej w tym miejscu farmy, Patricka Ellisa i Pieta Erasmusa. W roku 2002 miasto Ellisras przemianowano na Lephalale, decyzją władz prowincji Limpopo. Nowa nazwa pochodzi od głównej rzeki płynącej przez gminę, w której leży Lephalale.